# Bedřich Hrozný
Bedřich Hrozný, češki poliglot, arheolog in filolog, * 6. maj 1879, Lysá nad Labem, † 12. december 1952, Praga, Češkoslovaška.
Hrozný je najbolj poznan po tem, da je razrešil hetitski jezik in postal utemeljitelj hetitologije.